# Zwanen van de Watergraafsmeer
Zwanen van de Watergraafsmeer is een tweedelige vorm van kunst in de openbare ruimte in Amsterdam-Oost.
Twee zwanen dobberen rond op een plantsoentje naast de Hugo de Vrieslaan, hoek Fizeaustraat. Het beeld kwam er op initiatief van verzorgingstehuis Het Open Hof (ten zuiden van het plantsoen), waarvan de bewoners onder leiding van kunstenaarsduo Septimia Kuhlman en Jos Zandvliet (Stichting ACCU) de zwanen maakten. Voor deze kunstuiting bouwden de kunstenaars (voornamelijk bekend vanwege mozaïeken) twee zwanen met ondergrond op, die om elkaar heen zwemmen. De zwaan is het dier dat staat in het Wapen van Watergraafsmeer om aan te geven dat bij de drooglegging van het meer Watergraafsmeer in de 17e eeuw een belangrijke plaats voor deze vogels verloren ging. Alhoewel het gemeentewapen nooit officieel erkend is, werd het wel door de gemeente gebruikt; het is bijvoorbeeld te zien op het Rechthuis Watergraafsmeer
aan de ringvaart.
De twee zwanen landden hier in 2021, maar werden nog ge-updated in 2023 (ze hadden eerst een witte ondergrond).

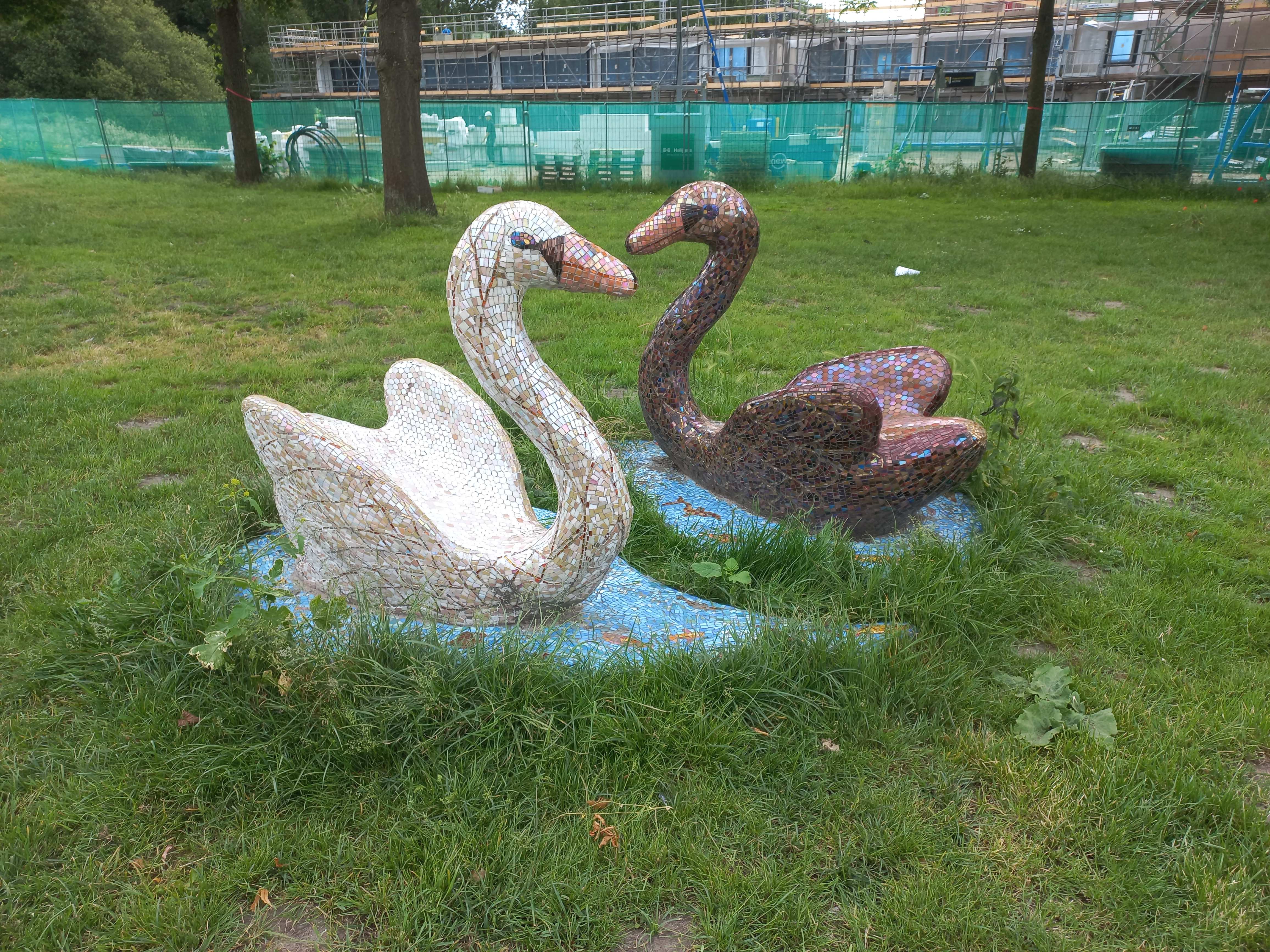
Het koppeltje (juni 2025)

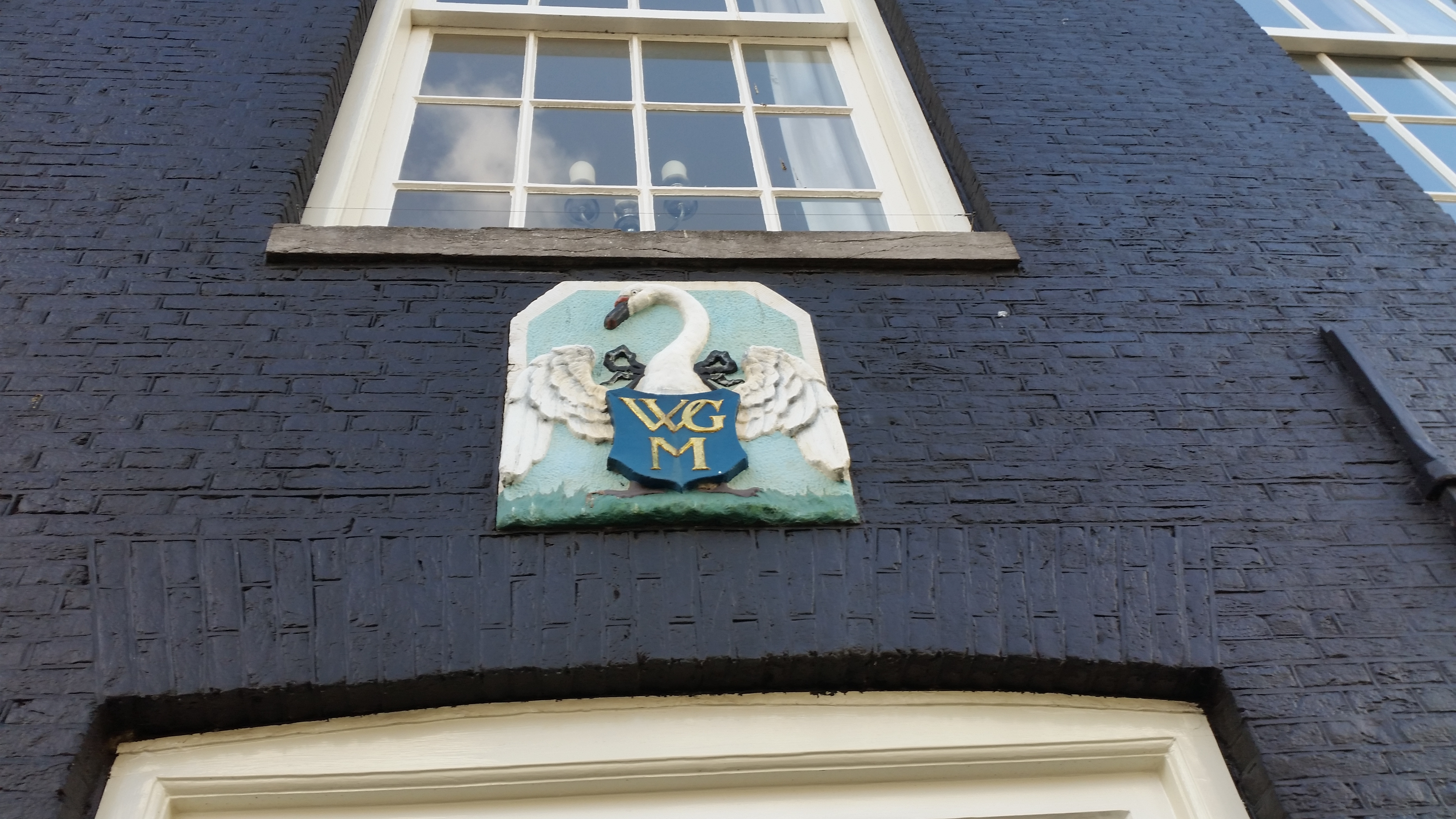
Wapen op Rechtshuis (maart 2020)